# Trilaterale Commissie
De Trilaterale Commissie (TLC) is een privéorganisatie opgericht in 1973 op initiatief van David Rockefeller. Samen met Zbigniew Brzeziński en een aantal anderen riep hij de eerste vergaderingen bijeen die zouden uitgroeien tot de Trilaterale organisatie. De eerste vergadering werd gehouden in Tokio in oktober 1973. De organisatie bestaat uit ca. 300-350 privépersonen uit Europa, Zuidoost-Azië en Noord-Amerika en heeft als doel het bevorderen van de politieke en economische samenwerking tussen deze gebieden.
Onder de leden bevinden zich onder andere leidinggevenden uit de zakenwereld, politici van alle grote partijen, academici en vakbondsleiders. Leden die een functie uitoefenen in de regering van hun land verlaten de commissie tijdelijk.
Er is kritiek geleverd op de organisatie door politieke activisten en academici van politieke wetenschappen. De Trilaterale Commissie wordt genoemd in verschillende complottheorieën, waaronder de Rhodes-Milner Ronde Tafel groepen. Samen met de Bilderbergconferentie en de Council on Foreign Relations wordt de TLC in een aantal theorieën wel gezien als de grote machtsdriehoek van de heersende elite.
Het Noord-Amerikaanse continent wordt vertegenwoordigd door 107 leden (15 Canadezen, 7 Mexicanen en 85 Amerikanen). De Europese groep heeft zijn limiet bereikt van 150 leden uit België, Cyprus, Denemarken, Duitsland, Engeland, Estland, Finland, Frankrijk, Griekenland, Hongarije, Ierland, Italië, Nederland, Noorwegen, Oostenrijk, Polen, Portugal, Roemenië, Slovenië, Spanje, Tsjechië en Zweden.
Zuidoost-Azië werd eerst alleen door 85 Japanners vertegenwoordigd maar in 2000 werd de Aziatische groep uitgebreid tot 117 leden: 75 Japanners, 11 Zuid-Koreanen, 7 Australiërs en Nieuw-Zeelanders, 15 leden van de ASEAN landen (Indonesië, Maleisië, Filipijnen, Singapore en Thailand) en 9 leden uit China, Hong Kong en Taiwan.

## Nederlandse en Belgische leden
Per maart 2014 waren er zeven Nederlanders en vier Belgen lid van de Trilaterale Commissie. In alfabetische volgorde waren dat: Dick Benschop, Jean-Pierre Berghmans, Luc Coene, Wiebe Draijer, Louise Fresco, David Janssen, Klaas Knot, Eli Leenaars, Thomas Leysen, Joris Voorhoeve en Hans Wijers.